# Mir Sultan Khan

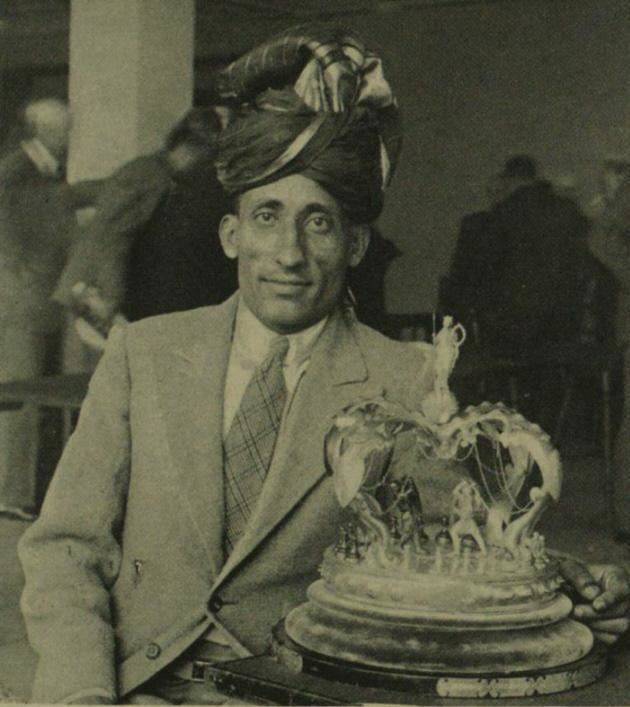
Mir Sultan Khan, 1932

Mir Malik Sultan Khan (* 1905 in Mittha Tawana im Punjab; † 25. April 1966 in Sargodha in Pakistan) war in der ersten Hälfte des 20. Jahrhunderts einer der stärksten Schachspieler Asiens und vorübergehend einer der zehn besten Schachspieler der Welt. Posthum wurde er dafür zum Ehrengroßmeister ernannt.

## Leben
Mir Sultan Khan wurde in einem Dorf geboren, das auf dem Gebiet des Distrikts Sargodha der heutigen pakistanischen Provinz Punjab liegt. Zur damaligen Zeit gehörte der Punjab als Provinz zu Britisch-Indien. Er lernte die indische Version des Schachspiels und galt im Alter von 21 Jahren als bester Spieler des Punjab. Die internationalen Regeln oder eine europäische Sprache lernte er in seiner Heimat nicht.
Im Jahr 1928 kam er als Begleiter des indischen Obersten Nawab Sir Malik Umar Hayat Khan (1875–1944) nach England. Allgemein wurde er als sein Diener beschrieben. Die untertänige Rolle Khans als „Diener“ wird jedoch von der Enkelin Khans, Dr Atiyab Sultan, ganz konkret bestritten. Sie verweist vielmehr auf eine komplexe Beziehung zwischen dem Oberst und Sultan Khan, die auch tiefreichende religiöse Wurzeln hat. Nach dem Bericht von Dr Atiyab Sultan, erarbeitet zusammen mit ihrem Vater Ather Sultan, Sultan Khans ältestem Sohn, wurde Mir Sultan Khan von dem indischen Oberst konkret als Schachspieler eingestellt und erhielt dafür Kost und Logis. Die Beziehung zwischen dem Oberst und Sultan Khan war laut Dr Atiyab Sultan „von gegenseitigem Respekt geprägt.“ Die Komplexität der Beziehung wird deutlich, wenn Dr Atiyab Sultan berichtet, dass die Familie des Obersts „die Familie Sultans Khans als ihre Pirs oder religiösen Führer anerkannte, und das seit Generationen.“
Erst in England machte Mir Sultan Khan sich mit den europäischen Schachregeln vertraut und lernte den Doppelschritt des Bauern kennen. Von der Eröffnungstheorie wusste er überhaupt nichts. Doch er war ein Naturtalent, sein Spiel beruhte nur auf Intuition. Deshalb war er einer der bemerkenswertesten Spieler der Schachgeschichte. In England wurde er unterrichtet von den Meistern William Winter und Frederick Dewhurst Yates. Schon 1929 gewann er auf Anhieb die englische Meisterschaft in Ramsgate. Diesen Erfolg konnte er 1932 und 1933 wiederholen.
Zwischen 1930 und 1933 nahm er erfolgreich an internationalen Meisterturnieren teil. In den stark besetzten Turnieren von Hastings war er 1931 und 1933 bester englischer Teilnehmer. Mit der englischen Mannschaft nahm er an den Schacholympiaden 1930, 1931 und 1933 teil. Er schlug unter anderem José Raúl Capablanca, Akiba Rubinstein, Frank Marshall und Salo Flohr.
Gegen Savielly Tartakower gewann er 1931 einen Wettkampf mit 6,5 : 5,5. Gegen Flohr unterlag er 1932 2,5 : 3,5.
Seine beste historische Elo-Zahl von 2699 erreichte er im November 1933. Er gehörte zu dieser Zeit zu den 10 besten Spielern der Welt.
Sultan Khan kehrte im Dezember 1933 mit seinem Oberst zurück nach Indien. Er trug noch einen Wettkampf mit dem amtierenden indischen Landesmeister Walachmed Khadilkar aus, den er überlegen gewann (+9 =1 −0). Danach verschwand er ebenso schnell wieder von der Bühne des Schachs, wie er aufgetaucht war. Im Jahr 1944 starb sein Patron und hinterließ ihm einen kleinen Grundbesitz im Distrikt Sargodha. Seine Heimat gehörte nach der Teilung Indiens und der Region Punjab im Jahr 1947 zum neu entstandenen Staat Pakistan. Seine späteren Lebensjahre verliefen anscheinend ruhig, und im Alter von 61 Jahren starb Mir Sultan Khan auf seinem Besitztum.

## Posthume Anerkennung des Lebenswerks
Am 4. Februar 2024 wurde Mir Sultan Khan posthum von der FIDE der Ehrengroßmeistertitel verliehen.